# Норма Стиц
Э́нни Хо́кинс-Тёрнер (англ. Annie Hawkins-Turner), наиболее известная как Но́рма Стиц (англ. Norma Stitz; род. 22 декабря 1956, Атланта, Джорджия, США) — фетиш-модель, владелица сайта, обладательница самой большой натуральной груди в мире. Её сценическое имя — игра слов на фразу «Огромные сиськи» (англ. enormous tits).

## Фигура
1 декабря 1999 года имя Нормы Стиц было внесено в книгу рекордов Гиннесса как обладательницы самой большой натуральной груди в мире и обладательницы самого большого размера бюстгальтера. Позднее, в 2009 и 2011 годах она подтвердила эти звания.
По сведениям шоу британского журнала «This Morning», где Норма появлялась 23 июня 2011 года, каждая её грудь весит около 22,5 кг. Размер бюстгальтера для неё, если бы такие выпускались, составил бы 102ZZZ.

## Биография
Окончила университет в Джексоне (Массачусетс) с дипломом социального работника. Родила двоих детей. 13 лет была замужем за бывшим офицером ВВС, пока не овдовела в 2003 году.

## Фильмография
Норма Стиц снялась в нескольких фильмах для взрослых, некоторые из которых выпущены её собственной студией:
- Amazing Norma Stitz (2002)
- Big Tits Curvy Asses 4 (2008)
- Good Girl Bad Girl (2006)
- Meeting Norma Stitz (2006)
- Norma Squirtz Karl (2006)
- Norma Stitz and Ms. L (2006)

и другие.

## Награды
- 1999 — Книга рекордов Гиннесса — сертификат обладательницы самой большой натуральной груди в мире.
- 2003 — AVN Awards — Adult Video Nudes Award (The Amazing Norma Stitz).